# Пагірити
Пагірити (грец. Παγυρῖται лат. Epagerritae) — етногрупа, дислокована Клавдієм Птолемеєм у Північному Причорномор'ї поруч з аорсами (Ptol., Geo., III, V). Пліній Старший локалізує їх на Північному Кавказі. Імовірно, що міграцію пагіритів до Північного Причорномор'я спричинила експансія аланів.